# Texhoma (Teksas)
Texhoma – miasto w Stanach Zjednoczonych, w stanie Teksas, w hrabstwie Sherman.